# レイルロードタイクーン
レイルロードタイクーン（英: Railroad Tycoon）は、経営シミュレーションゲームであり、これまでに5つのバージョンが存在する。シド・マイヤーが設計したゲームであり、マイクロプローズから発売された。「タイクーン」と付いているが、同じマイクロプローズから発売されていた「タイクーン」の付くゲームとは関連性はない（トランスポートタイクーンなどはクリス・ソイヤーが設計）。

## ゲームの目的
ゲームの目的は鉄道会社を作って経営することで、線路を敷設したり、駅を建設したり、鉄道車両を購入したり、ダイヤを設定したりということをする。勝利するには、ある期間内に鉄道を構築しなければならない。

## レイルロードタイクーン
1990年に発売されたオリジナル版である。会社の初期設定として、アメリカ西部・中西部・北東部、イングランド、（イングランド南部も含む）ヨーロッパから選ぶことができる。
プレイヤーは上述のように会社を経営しつつ、個々の車両の動きを調整し、付随する産業を育成する。ゲームには敵対する鉄道会社も登場する。
初期状態では100万ドルが与えられるが、半分は借金である。プレイヤーは額面50万ドルの債券を売ることで資金を追加でき、ゲーム内の経済状況によって債券の価格が変動する。

## レイルロードタイクーン デラックス
1993年に発売された拡張版。新たな機能やグラフィックスが改善されていたにもかかわらず、この版は性能が悪くあまり売れなかった。
基本的にはレイルロードタイクーンと同じゲームだが、グラフィックスがより高解像度になり、音響効果も追加されている。また、南アメリカとアフリカのマップが追加され、地域特有の貨物も追加された。蒸気機関車、列車強盗、それを捕まえる保安官が登場する時代設定も選べる。
このバージョンについてはシド・マイヤーは設計に関与していない。

## レイルロードタイクーンII
1998年に発売された続編で、グラフィックスとゲームがより高度化している。PopTop Software がレイルロードタイクーンの名称の権利を取得後、同社が参加する Gathering of Developers から発売された。
最初の版にあった機能のいくつかが省かれている。例えば、トンネルや信号塔を建設できない。逆に山脈を切り開いていくなど追加された部分もある。
ドリームキャスト版では完全な3次元表示となっていた。
アフリカ、北アメリカ、ドイツ、スイスアルプス、南アメリカのジャングルなど、多数の新シナリオが追加された。オリジナル版にあったシナリオの多くはこちらの版にもある。
現代から未来のシナリオを中心とした拡張パックも後に追加された。拡張パックを同梱した「レイルロードタイクーンII:ゴールド」も追加発売され、さらにユーザー作成のシナリオを追加した Platinum Edition も登場した。
2000年には一時的に Millennium Edition が発売された。これは、ゴールド版の廉価版で、マップエディタや詳細な説明書が同梱されていない。

## レイルロードタイクーンIII
2003年にリリースされた続編。完全3次元表示でグラフィックスも洗練され、高架橋やトンネルをサポートしている。商品の価格が地域によって異なるとか、鉄道以外の輸送手段が登場して競合するといった変更がある。しかし、線路を敷設することで地形を変更できなくなった。
拡張パックは2004年にダウンロード可能な形式でリリースされた。新たなシナリオや新たな車両が追加される。

## シド・マイヤー レイルロード!
2006年10月にリリースされた版。シド・マイヤーが久々に設計に関わったバージョンである。北アメリカとヨーロッパを舞台としたシナリオが豊富で、これまでのバージョンよりも産業育成的観点は弱まっている。リアルタイム方式で完全3次元グラフィックス(ただし、「A列車で行こうシリーズ」のような車窓モードがあるわけではない)であり、線路敷設のユーザインタフェースが改善されている。